# 三民區
三民區舊稱「三塊厝」，位於臺灣高雄市西南部，周邊與鼓山區、鹽埕區、新興區、前金區、苓雅區、左營區、鳳山區、鳥松區、仁武區等行政區相鄰，區內人口33萬人，是高雄市人口第二大區，也是臺灣人口第八多的鄉鎮市區。境內機關學校眾多，且交通發達便利，為屬於台鐵及高雄捷運共構的高雄車站所在地。

## 歷史
明鄭時期，王、蔡、鄭三個家族來此搭屋開墾，遂有「三塊厝」之稱。戰後中華民國政府取「建設三民主義模範區」之義，改為三民區。本區包括三塊厝、大港、灣子內、寶珠溝、獅頭、本館、覆鼎金等七大聚落。區境位於高雄市的市區地帶，東接高雄市的鳳山、鳥松、仁武三區，西鄰鼓山、鹽埕二區，南界前金、新興、苓雅三區，北毗左營區。

## 人口

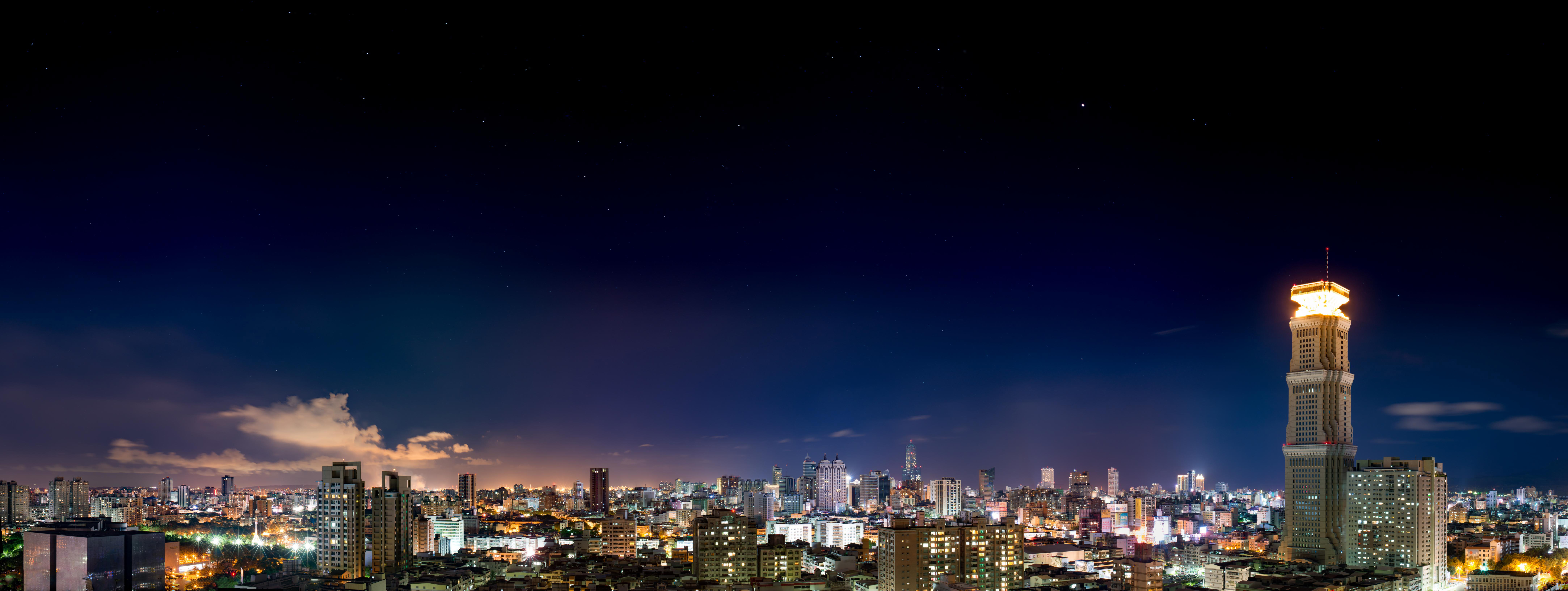
三民區，為高雄人口及建築稠密的地區

根據高雄市政府民政局統計，2024年底三民區戶數約14.5萬戶，人口約33萬人，區內人口最多與最少的里分別是鼎泰里與立誠里，2024年底兩里人口分別為24,816人與773人，其中鼎泰里也是全臺灣人口第八多的村里。
1947年，三民區人口16,911人，該區人口自當年有紀錄以來幾乎每年增加。三民區的人口在1969年、1979年、1987年分別突破10萬人、20萬人、30萬人，成長幅度明顯。進入1990年代後，該區人口成長速率逐漸趨緩，並在2003年4月達到361,538人的峰值，但此後開始減少。三民區在2010年底縣市合併後曾為高雄市人口第一大區，但受到人口持續減少的影響，已於2012年底被鳳山區超越，退為高雄市人口第二多的行政區。

## 政治

### 歷任首長
| 區長姓名 | 區長任期                       | 備註                     |
| -------- | ------------------------------ | ------------------------ |
| 王隆遜   | 1946年1月 - 1946年11月         | 高雄市戰後首屆區長為官派 |
| 潘子榮   | 1946年11月 - 1951年6月         | 民選                     |
| 張阿盆   | 1951年6月 - 1955年4月          | 民選                     |
| 蔡老福   | 1956年4月 - 1970年8月          | 民選                     |
| 蘇文璽   | 1970年9月1日 - 1976年10月6日   |                          |
| 謝今井   | 1976年10月6日 - 1977年6月1日   |                          |
| 謝酉山   | 1977年6月1日 - 1982年12月6日   |                          |
| 陳坤章   | 1982年12月6日 - 1985年1月3日   |                          |
| 郭哲雄   | 1985年1月3日 - 1989年1月16日   |                          |
| 郭英雄   | 1989年1月16日 - 1994年7月1日   |                          |
| 林裕欽   | 1994年7月1日 - 1999年7月1日    |                          |
| 李海鈺   | 1999年7月1日 - 2002年1月10日   |                          |
| 陳居豐   | 2002年1月10日 - 2006年11月21日 |                          |
| 嚴文彬   | 2006年11月21日 - 2011年4月14日 |                          |
| 駱邦吉   | 2011年4月14日 - 2016年2月22日  |                          |
| 王宏榮   | 2016年2月22日 - 2016年8月15日  |                          |
| 陳盈秀   | 2016年8月15日 - 2017年8月1日   |                          |
| 林清益   | 2017年8月1日 - 2019年4月11日   |                          |
| 藍美珍   | 2019年4月12日- 2021年2月8日    |                          |
| 宋貴龍   | 2021年2月8日- 2024年11月18日   |                          |
| 羅長安   | 2024年11月18日- 2025年7月26日  |                          |
| 許淑媛   | 2025年7月26日- 現任            |                          |

### 區政組織
三民區公所是高雄市政府在三民區的派出機關，在中華民國政府架構中為市政府綜理區政的執行機關，上級業務監督機關為高雄市政府。区长由市長任命，其任期為無任期保障。在區長、副區長及主任秘書之下，設有4課4室等8個內部單位。三民區為高雄市議會第七選區，在市議會的65席市議員中，三民區共選出7席區域市議員（不含平地原住民與山地原住民議員）。

### 行政區劃
三民區共分為86里，全區由七個聚落組成。並由民族路切為三民區第一跟第二戶政事務所（兩戶所已於2020年3月23日合併)，習慣上以西三民、東三民區別，但兩邊人口相差極大，西三民僅約8萬人口，東三民則有約26萬人口，市府亦曾有從民族路將三民區切為兩區的規劃。

|        |        |        |        |        |        |        |        |        |        |        |        |        |        |
| 次分區 | 里名   | 里名   | 里名   | 里名   | 里名   | 里名   | 里名   | 里名   | 里名   | 里名   | 里名   | 里名   | 里名   |
| 覆鼎金 | 鼎金里 | 鼎盛里 | 鼎強里 | 鼎力里 | 鼎西里 | 鼎中里 | 鼎泰里 |        |        |        |        |        |        |
| 本館   | 本館里 | 本和里 | 本文里 | 本武里 | 本元里 | 本安里 |        |        |        |        |        |        |        |
| 寶珠溝 | 寶中里 | 寶珠里 | 寶興里 | 寶龍里 |        |        |        |        |        |        |        |        |        |
| 灣子內 | 灣子   | 灣愛里 | 灣中里 | 灣華里 | 灣勝里 | 灣利里 | 灣復里 | 正興里 | 正順里 | 灣興里 | 灣成里 |        |        |
| 獅頭   | 本上里 | 本揚里 | 寶玉里 | 寶泰里 | 寶業里 | 寶國里 | 寶華里 | 寶慶里 | 寶民里 | 寶獅里 | 寶德里 | 寶安里 | 寶盛里 |
| 三塊厝 | 安宜里 | 安邦里 | 十全里 | 十美里 | 德東里 | 德西里 | 德北里 | 立誠里 | 立業里 | 建東里 | 興德里 | 鳳北里 | 鳳南里 |
| 三塊厝 | 千歲里 | 立德里 | 千北里 | 千秋里 | 豐裕里 | 力行里 | 裕民里 | 川東里 |        |        |        |        |        |
| 大港   | 安吉里 | 安發里 | 安康里 | 安寧里 | 安生里 | 德智里 | 德仁里 | 同德里 | 安東里 | 安和里 | 達明里 | 達德里 | 達仁里 |
| 大港   | 達勇里 | 博愛里 | 博惠里 | 港新里 | 長明里 | 港東里 | 港西里 | 安泰里 | 民享里 | 德行里 | 精華里 |        |        |

### 警政治安
- 高雄市政府警察局三民第一分局
  - 十全派出所
  - 哈爾濱派出所
  - 三民派出所
  - 長明派出所
  - 三民一交通分隊
- 高雄市政府警察局三民第二分局
  - 民族派出所
  - 鼎金派出所
  - 覺民派出所
  - 鼎山派出所
  - 陽明派出所
  - 三民二交通分隊

## 工商業

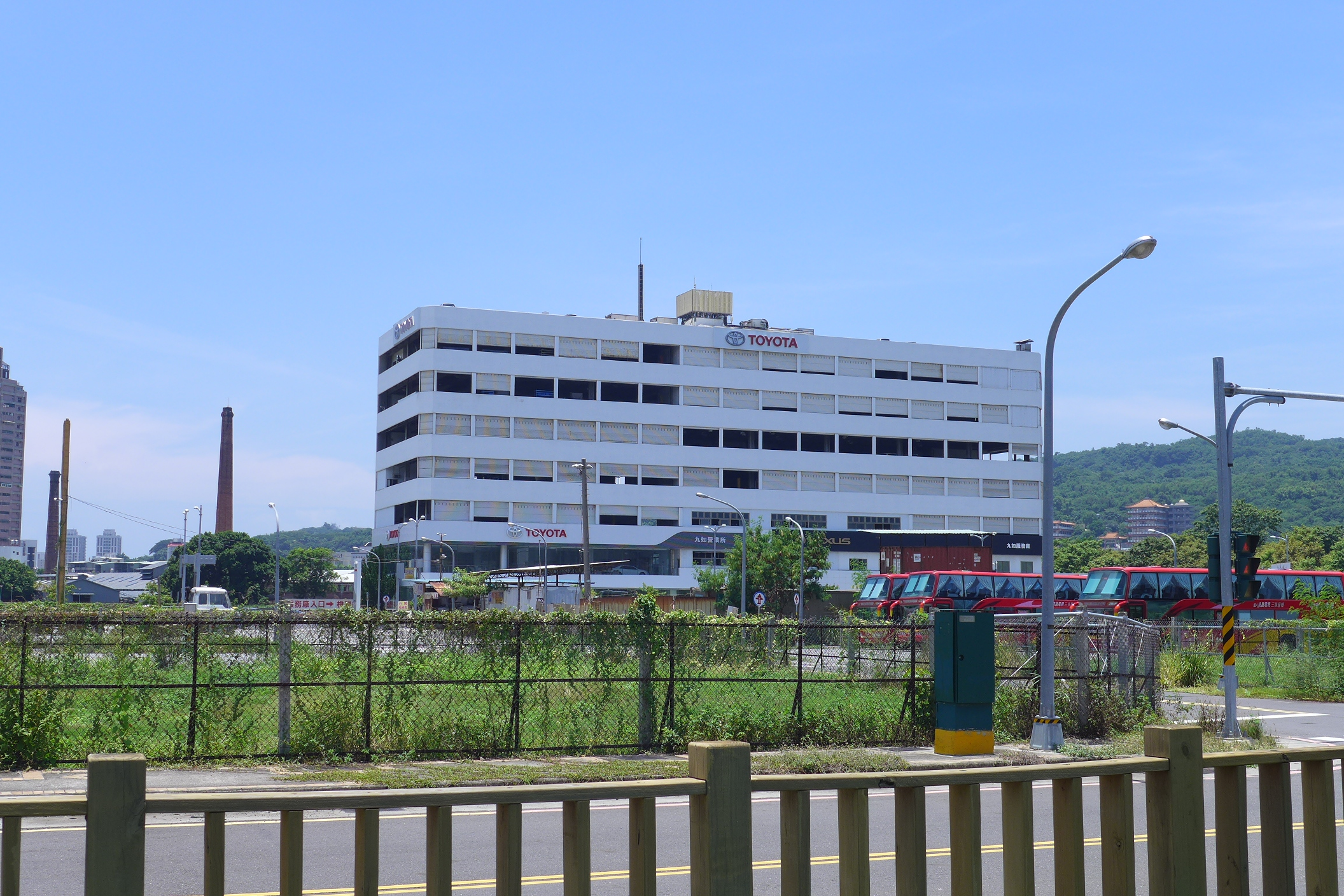
TOYOTA 九如服務廠

### 知名企業
- 研華股份有限公司(Advantech Co., Ltd.)：簡稱研華科技或是研華，上市公司臺證所：2395，是工業自動化公司，研華高雄辦公室位於三民區九如一路。
- 光陽工業：為台灣重要的機車製造公司，其總部位於三民區灣興街。
- 亞太環境科技股份有限公司：為南台灣檢測業龍頭，其總部位於三民區灣興街。
- TOYOTA 九如服務廠

## 宗教信仰

### 道教和臺灣民間信仰
- 覆鼎金保安宮：創建於1883年，主祀中壇元帥
- 高雄道德院：道教太乙真蓮宗的廟宇
- 高雄市玉皇宮（三民天公廟）：主祀玉皇上帝，是台灣著名的玉皇上帝廟宇之一
- 高雄三鳳宮：初建於1673年，是高雄市最具代表性的廟宇之一
- 本館龍池宮：創於清乾隆時期，主祀天上聖母
- 明聖宮白龍庵：主祀五福大帝
- 灣子內朝天宮：建於乾隆中葉，主祀天上聖母
- 高雄站前保安宮：創建於1751年，主祀保生大帝，香火源自左營桃子園庄青雲宮
- 新大港保安宮：由舊大港保安宮分靈出來
- 大港福德祠：建於民國二十年，主祀福德正神
- 中都東安宮：主祀中壇元帥
- 高雄行德宮：因供應的愛心便當因緣際會而聞名，又稱「遊民廟」
- 保安寺：於民國四十年將家宅改建廟宇，主祀觀世音菩薩。
- 高雄褒忠義民廟：由新埔義民廟分靈的義民爺
- 高雄財神廟：主祀玄壇武財神
- 三民慈天宮：主祀天上聖母，俗稱寶珠溝媽祖。

### 佛教
- 義永寺：創建於民國42年，位於建興三巷1號。
- 隆峰寺：由心正上人於民國46年購地弘法，後建大雄寶殿，位於民族一路333之2號。
- 靜法寺：由開嚴老和尚於民國48年創立，位於高雄市德山街30巷20弄22號之1。
- 法音禪寺：由今妙法師於民國53年創立，位於灣興街33號。
- 菩提禪寺：興建於民國58年，後因信徒遽增於民國66年再遷建於此，位於大興街50號。
- 寂静精舎 (Santa Vihāra)：上座部佛教道場。
- 法鼓山新三民精舍
- 中台山普信精舍

## 基督宗教
三民區基督宗教信仰以長老教會佔大多數，且長老教會高雄事務所、高雄中會及壽山中會事務所均位於本區；天主教會部分，本區有三間聖堂，其中位於建興路的聖加大利納堂以中國宮殿風建築建成，為高雄地區唯一有中國宮殿式建築風格的天主教堂。
| 宗派                             | 教會（禮拜堂 / 聖堂） |
| -------------------------------- | --- |
| 天主教                           | 救世主堂、聖道明堂、聖加大利納堂 |
| 聖公會                           | 基督教聖公會聖保羅堂 |
| 路德宗（信義會）                 | 基督教臺灣信義會三民教會 |
| 歸正宗長老會（臺灣基督長老教會） | 高雄中會（安生教會、三一教會、永新教會、河堤教會） 壽山中會（三民教會、重生教會、正忠教會、建工教會、福昌教會、鼎金教會、福澤教會、華忠教會、大順教會）                        |
| 浸禮宗（浸信會）                 | 財團法人基督教浸信宣道會三民教會、中華浸信宣道會武昌真光教會、二里路浸信教會、基督教浸宣新生命教會、浸宣覺民教會、浸宣武昌真光教會                                             |
| 召會                             | 高雄市召會（本和街會所、澄和路會所、九如路會所、博愛路會所、大連街會所） |
| 靈糧堂                           | 約珥靈糧堂 |
| 其他                             | 財團法人基督教火車頭教會、高雄榮耀基督教會、高雄台福基督教會、基督教福氣教會、基督教拿撒勒人會高雄教會、基督博愛教會、愛加倍福音教會、財團法人華人基督四方教會（新心四方教會） |

## 媒體

### 電視台
- 民視南部新聞中心：位於博愛一路

### 廣播電台
- 港都電台：位於民族一路（長谷世貿聯合國大樓）

## 教育

### 大專院校

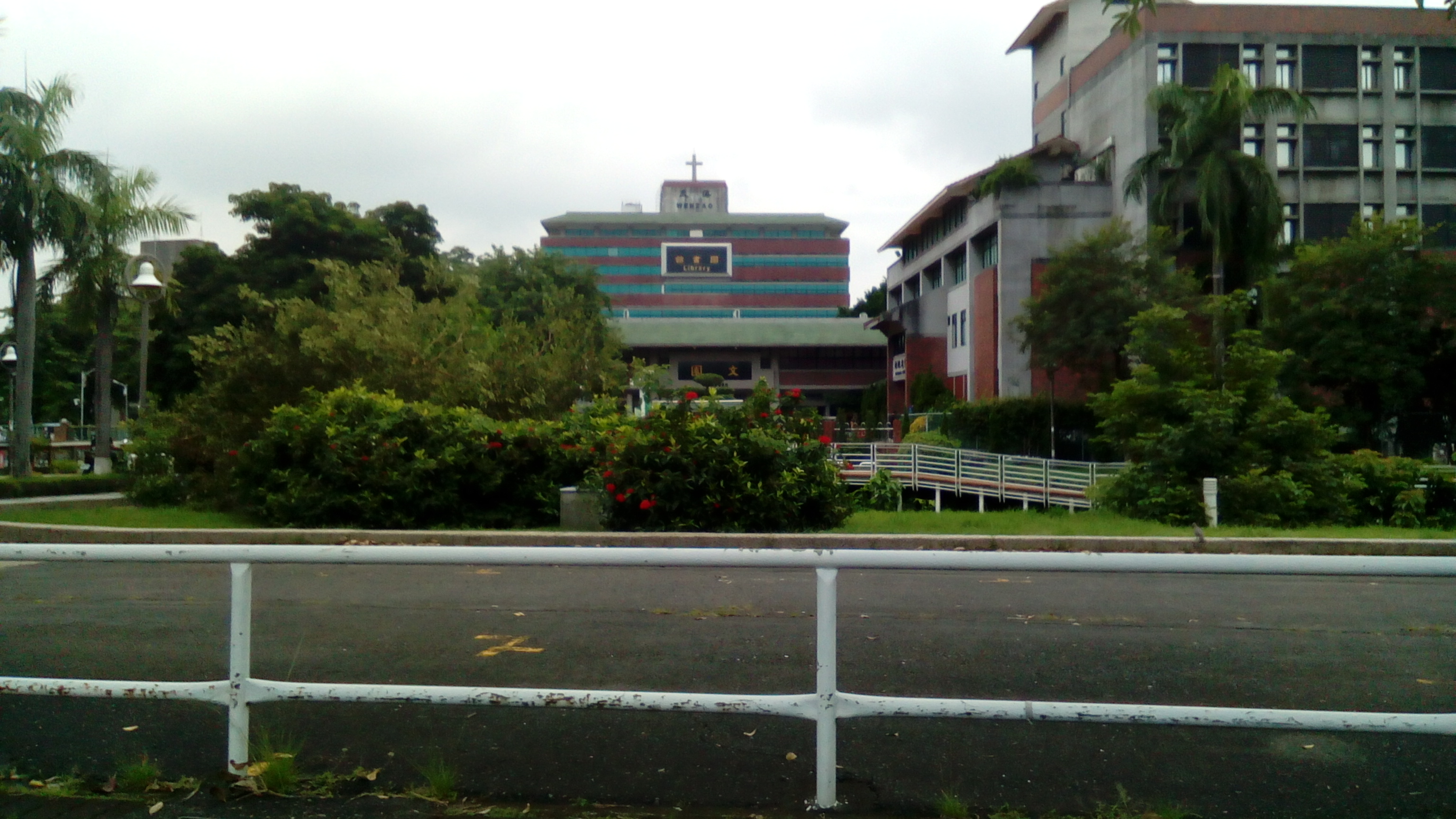
文藻外語大學圖書館

- 國立高雄科技大學建工校區
- 高雄醫學大學
- 文藻外語大學
- 和春技術學院(城區部)
- 育英醫護管理專科學校

### 高級中等學校
- 高雄市立高雄高級中學
- 高雄市立高雄高級工業職業學校
- 高雄市立三民高級中學
- 高雄市私立立志高級中學
- 高雄市私立樹德高級家事商業職業學校

### 國民中學
- 高雄市立三民國民中學
- 高雄市立正興國民中學
- 高雄市立陽明國民中學
- 高雄市私立立志高級中學附設國民中學
- 高雄市立民族國民中學
- 高雄市立鼎金國民中學

### 國民小學

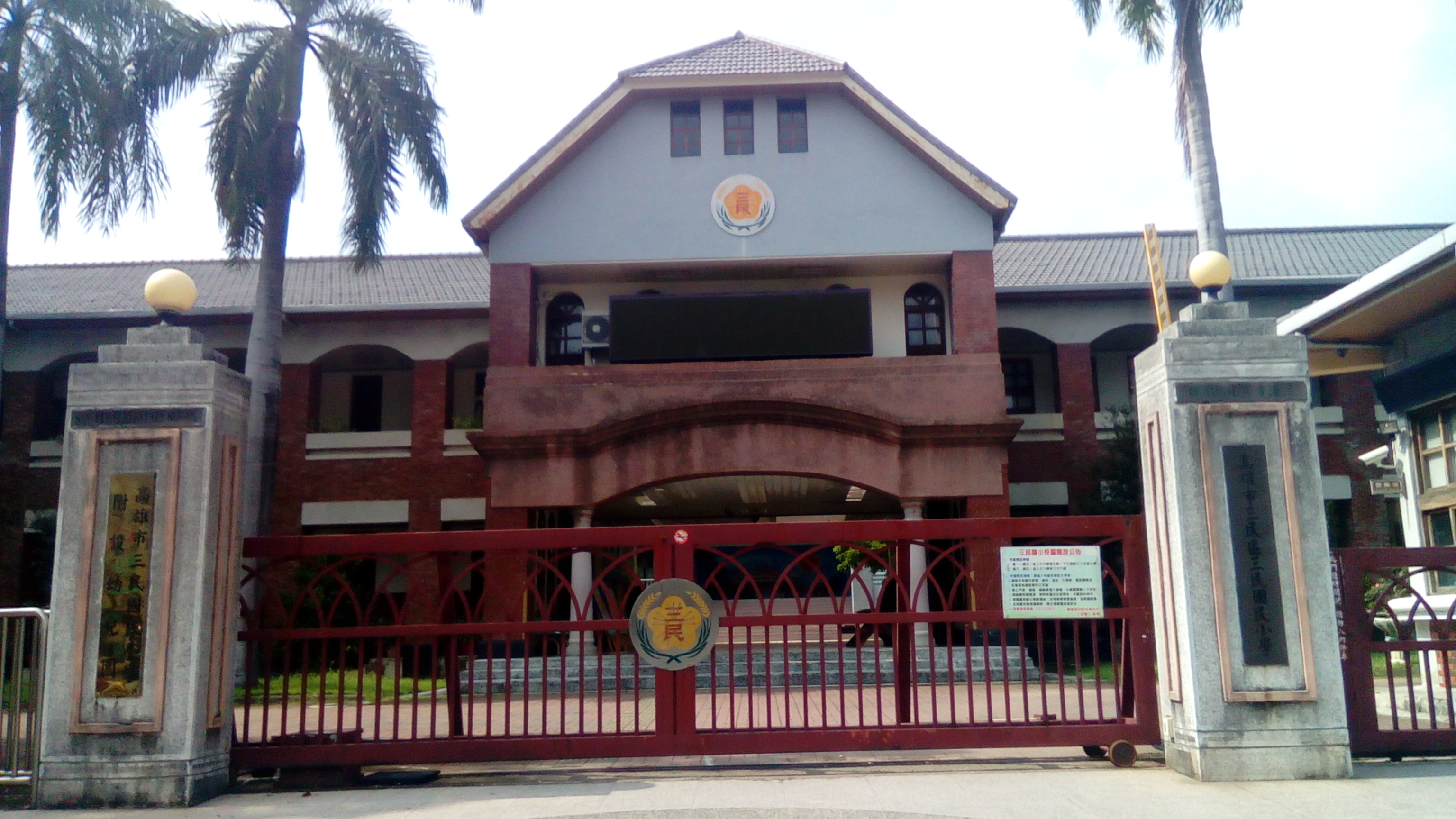
三民國小

- 高雄市三民區三民國民小學
- 高雄市三民區民族國民小學
- 高雄市三民區光武國民小學
- 高雄市三民區河濱國民小學
- 高雄市三民區博愛國民小學
- 高雄市三民區愛國國民小學
- 高雄市三民區獅湖國民小學
- 高雄市三民區十全國民小學
- 高雄市三民區正興國民小學
- 高雄市三民區東光國民小學
- 高雄市三民區莊敬國民小學
- 高雄市三民區鼎金國民小學
- 高雄市三民區陽明國民小學
- 高雄市三民區河堤國民小學

## 交通

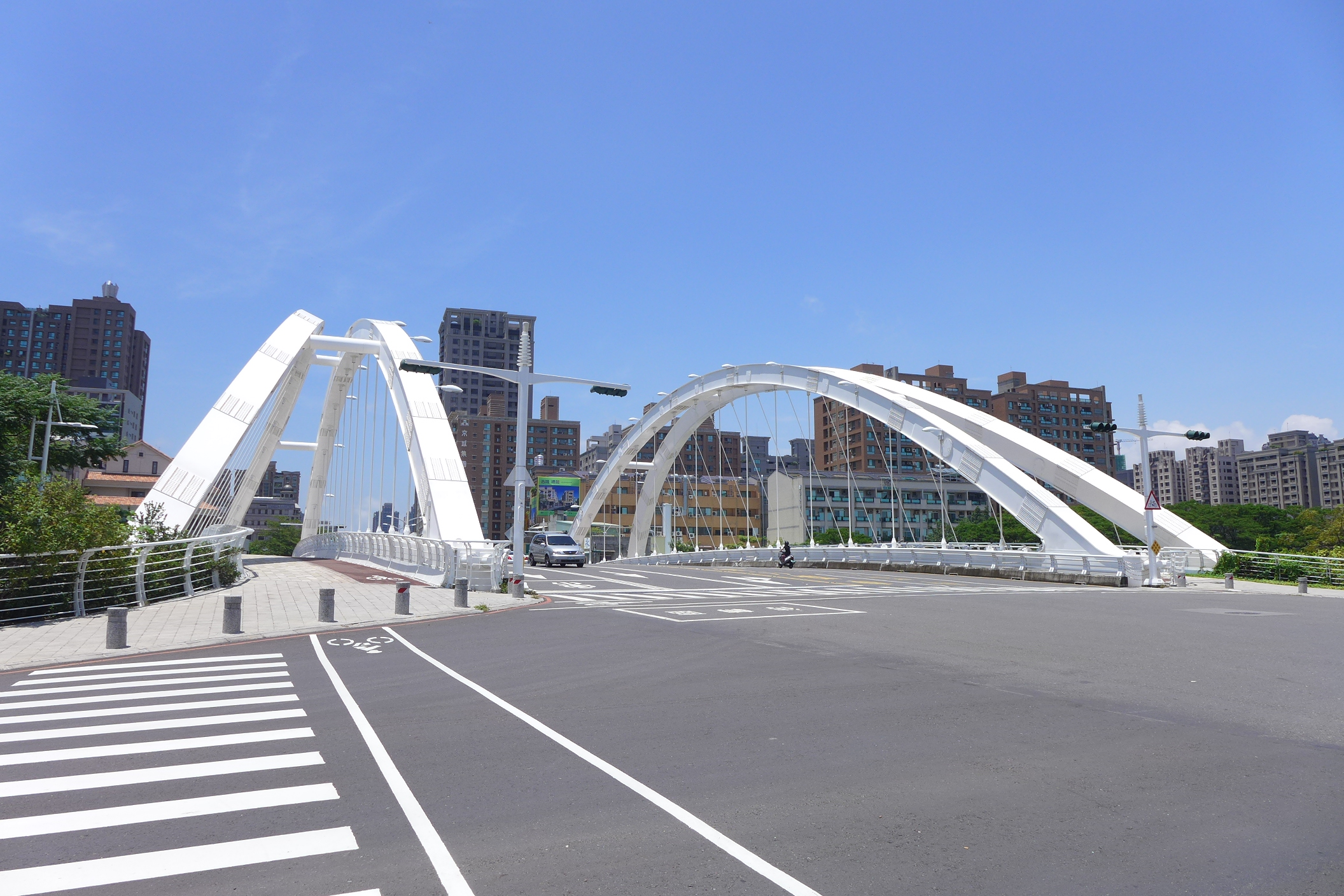
願景橋

### 鐵路
臺灣鐵路公司
- 縱貫線：三塊厝車站 - 高雄車站
- 屏東線：高雄車站 - 民族車站- 科工館車站

### 捷運
高雄捷運
- █ 紅線：後驛 - 高雄車站
- █ 環狀輕軌：C26大順民族－C27灣仔內－C28高雄高工－C29樹德家商－C30科工館
- █ 黃線（興建中）
  - █ 建工民族線：Y7－Y8高雄高工－Y9－Y10民族
  - █ 澄清五甲線：Y16

### 公路
- 國道一號（中山高速公路）
  - 鼎金系統交流道（362，連接國道一號與國道十號）
    - 鼎力路匝道[14]（自鼎金系統南下出口匝道分出，連接平面鼎力陸橋往鼎力路和仁武區仁雄路[15]）

  - 高雄交流道（367A，九如一路出口）
- 台1線：民族一路、九如一路
- 台1戊線：民族陸橋、建國一路
- 台17線：中華二路
- 市道183乙線：澄清路

#### 主要道路
- 民族一路
- 九如一路、九如二路、九如三路
- 建國一路、建國二路、建國三路
- 中華三路
- 大昌一路、大昌二路
- 博愛一路
- 十全一路、十全二路、十全三路
- 明誠一路、明誠二路
- 大順一路、大順二路
- 自由一路
- 同盟一路、同盟二路、同盟三路
- 鼎力路
- 澄清路
- 建工路
- 自立一路
- 復興一路
- 站西路
- 站東路

## 公園綠地
- 三民親子公園
- 三民敦親公園
- 鼎泰廣場公園
- 河堤公園
- 中都濕地公園
- 三民公園
- 同盟公園
- 十全滯洪池
- 本和里滯洪池
- 檨仔林埤濕地公園
- 金獅湖獅山公園
- 雙湖森林公園

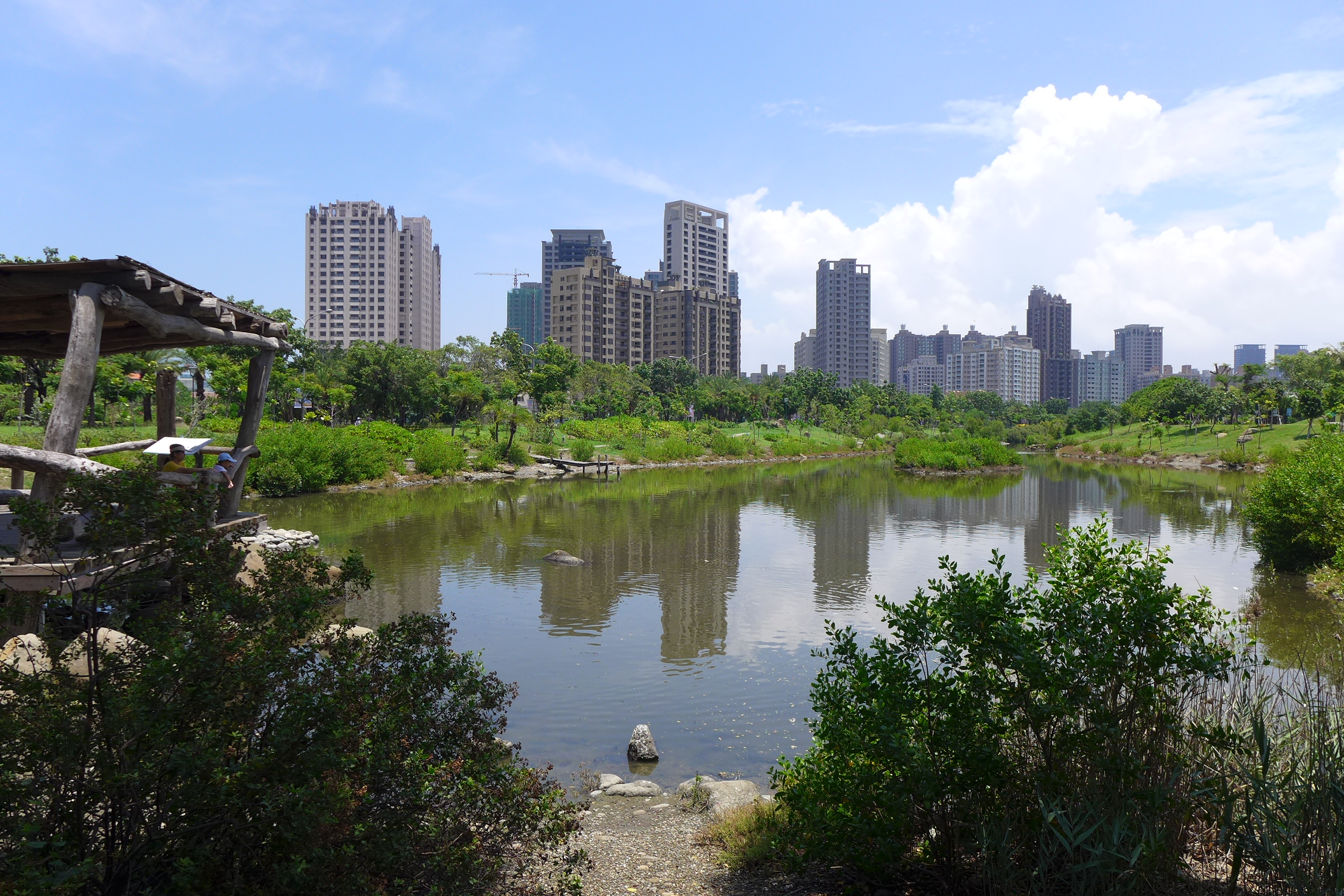
中都濕地公園

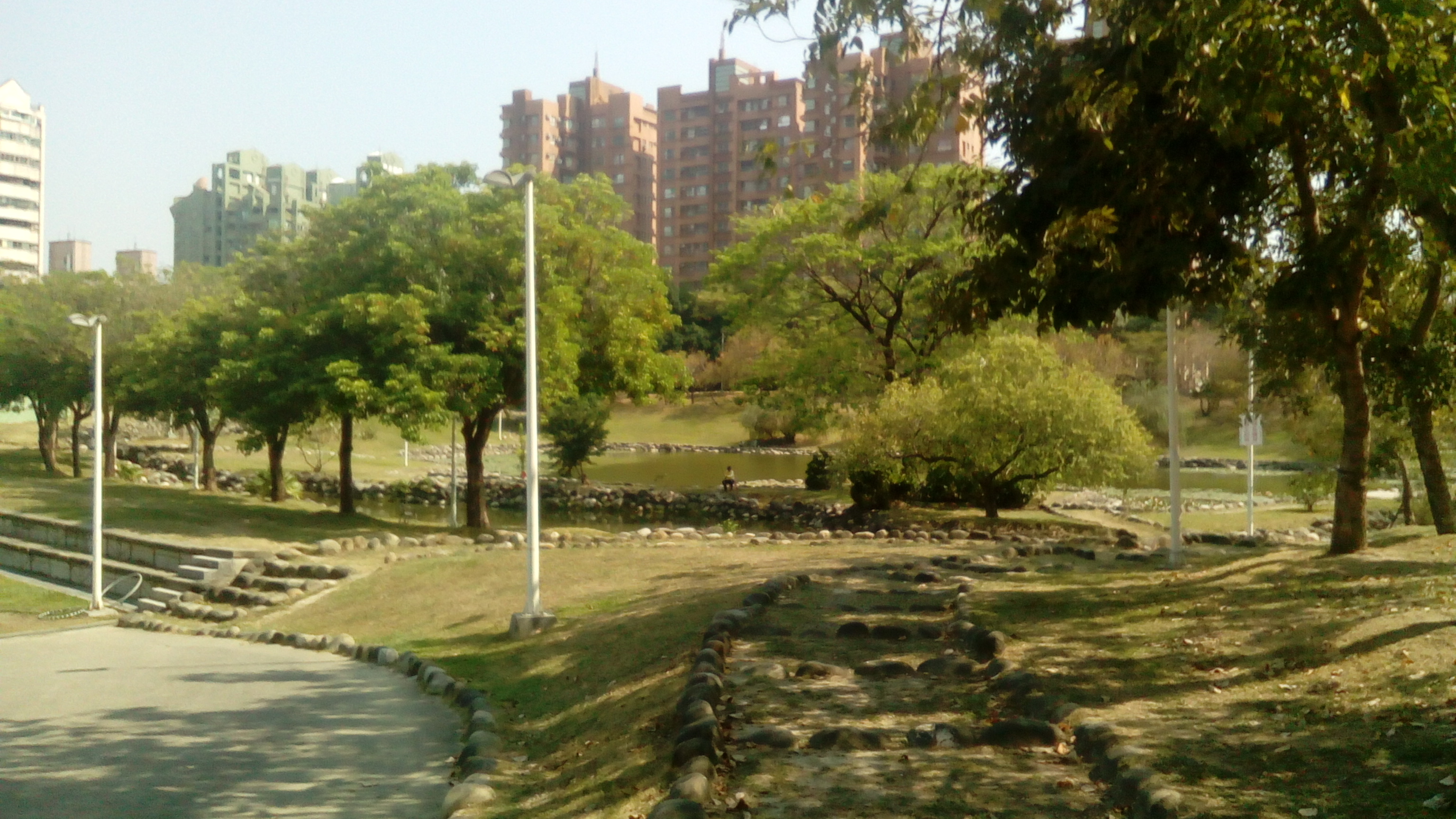
三民本和里滯洪池

- 高雄綠園道部分路段(位於三民區的位於三塊厝車站至正義車站區段)
- 陽明公園
- 寶華公園

## 旅遊

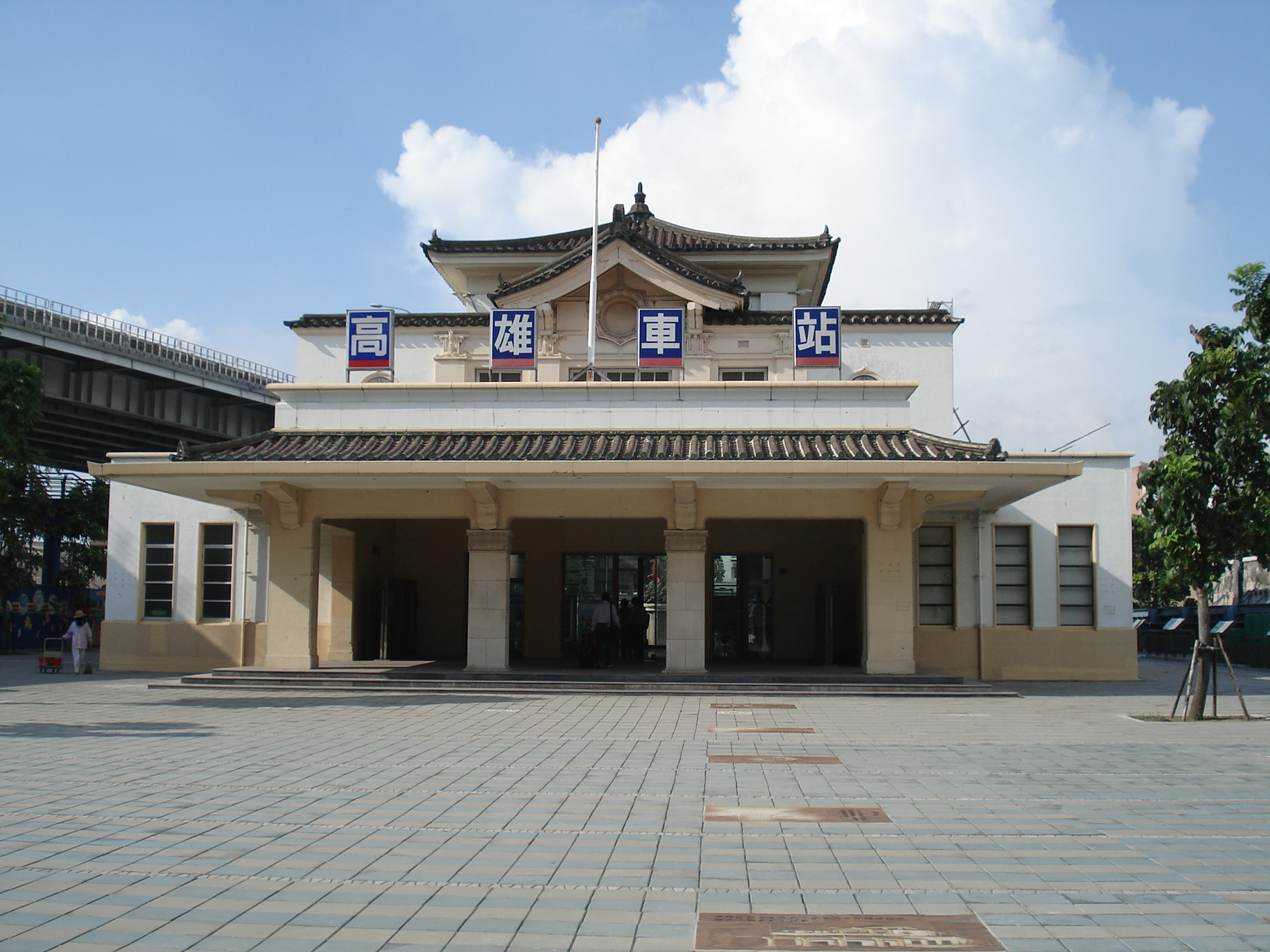
舊高雄車站

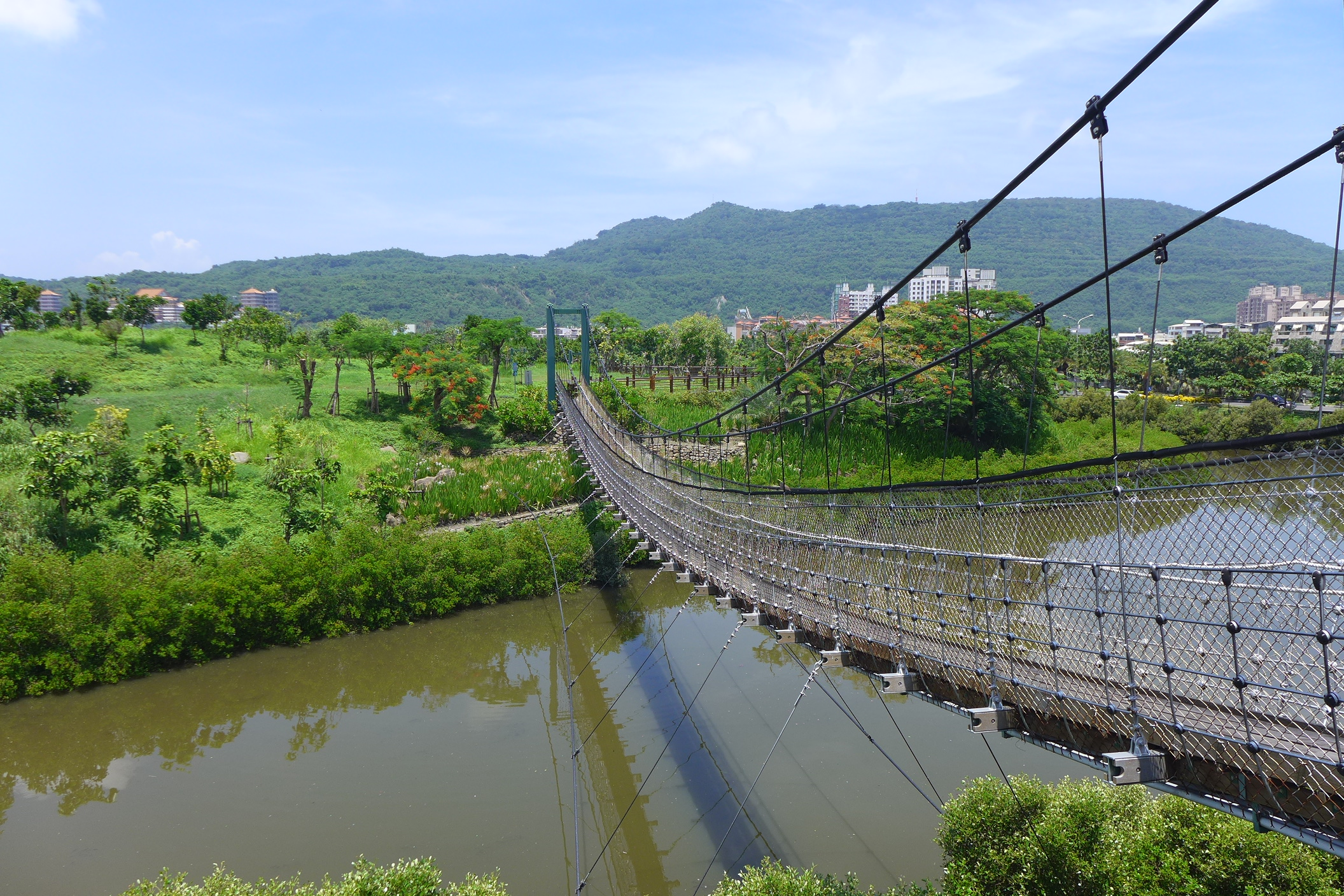
三民區中都濕地公園內的吊橋

- 舊高雄車站(歷史建築)
- 郵政博物館高雄分館
- 國立科學工藝博物館
- 金獅湖風景區
- 三鳳中街
- 高雄市客家文物館
- 光之塔
- 愛河之心
- 中都濕地公園
- 中都唐榮磚窯廠
- 電腦街(建國二路)

## 賣場
- 家樂福鼎山店
- 家樂福十全店
- 家樂福愛河店
- 家樂福澄清店
- 大樂購物中心(Dollars Mall)
- 愛買高雄店(永久歇業)
- 萬客隆高雄民族店(於2003年結束營業)

## 百貨公司
- 大統新世紀
- 尖美百貨

## 外部連結
- 高雄市三民區公所 Archive.today的存檔，存档日期2012-12-22
- 高雄市三民區戶政事務所 （页面存档备份，存于）
- 高雄市三民區衛生所 （页面存档备份，存于）
- 高雄市三民區第二衛生所 （页面存档备份，存于）